# Pan (mitologie)
Pan este un zeu din mitologia greacă veche, socotit drept protector al muzicii, turmelor și al păstorilor, și asociat în general cu sexualitatea și sălbăticia. Cultul său a originat în Arcadia, Grecia. Pan este considerat inventatorul instrumentului de suflat numit syrinx (naiul modern). 
Pan este reprezentat ca fiind jumătate om și jumătate animal; avea coarne, barbă și copite de țap, iar trupul îi era acoperit de păr. Trăia în desișul codrilor, în umbra cărora pândea nimfele, și adeseori îl întovărășea pe zeul Dionis, din cortegiul căruia făcea parte. În mitologia romană, Pan era identificat cu Faunus și cu Lupercus. 
Genealogia lui Pan este incertă. În majoritatea legendelor, el este fiul lui Hermes și al unei nimfe a pădurii, fie Dryope, fie Penelopeia din Arcadia.

## Caracterizare

### Etimologia numelui

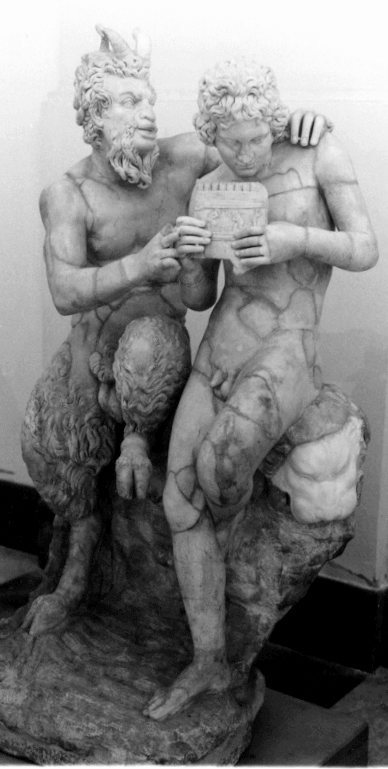
Sculptură reprezentându-l pe Pan în timp ce îl învață pe păstorul Daphnis să cânte la nai; cca. 100 î.C., Pompei

Zeul rigvedic Pushan este considerat a fi un echivalent al lui Pan. Legătura dintre Pan și Pushan a fost identificată pentru prima dată în 1924 de către savantul german Hermann Collitz.
În dialogul platonic Cratylos, Socrate consideră că numele se trage de la tot (pan).

### Epitete
- Aigokerôs „(Cel) cu coarne de capră”[12]
- Ακρωριτης (Akrôritês) „de pe muntele Acroria”, epitet dat zeului Pan venerat pe muntele Acroria[12]
- Αγρευς (Agreus) „Vânătorul”[12]
- Αγροτας (Agrotas) „Dătător de pășuni”[12]
- Ἁλιπλανκτος (Haliplanktos) „(cel) rătăcitor pe mare”[12]
- Limenia, Limenitês, Limenitis, sau Limenodkopos „protectorul portului”[12]
- Λυτηριος (Lytêrios) „(Cel) ce dă drumul”[12]
- Mainalios epitet dat zeului Pan venerat pe muntele Maenalus[12]
- Νομιος (Nomios) „(Zeul) pășunilor”[12]
- Φορβας (Phorbas) „Înspăimântătorul”[12]
- Σινοεις (Sinoeis) „Pacoste”[12]
- Σκολειτας (Skoleitas) „Îndoit”[12]

### Atribute
Pan apare adesea cu un nai. Animalul său sacru este capra, iar plantele sale sacre sunt pinul negru și trestia.

## Mitologie
Pan este considerat fiul lui Hermes, iar mama lui, în funcție de sursă, poate fi fiica lui Driopos, Thimbris, Penelopeea, nimfa profetică Sose, Calisto sau Orneios.
Unul dintre celebrele mituri despre Pan se referă la originea flautului său, confecționat din bucăți de trestie. Syrinx era o frumoasă nimfă a pădurii din Arcadia, fiica lui Ladon, zeul râului. Într-o zi, în timp ce se întorcea de la vânătoare, Pan a întâlnit-o. Ca să scape de insistențele lui, frumoasa nimfă a fugit, opunându-se să îi asculte complimentele. Pan a urmărit-o de pe muntele Lycaeum până când a ajuns la surorile ei, care au transformat-o imediat într-o trestie. Când aerul sufla prin trestie, producea o melodie tânguitoare. Zeul, încă îndrăgostit, a luat o parte din trestie, pentru că nu putea identifica în ce trestie s-a transformat ea, și a tăiat șapte bucăți (sau, conform unor versiuni, nouă) și le-a unit una lângă alta, pe lungimi diferite. Zeul a format astfel instrumentul muzical care poartă numele iubitei sale, Syrinx. De atunci încolo, Pan a fost rareori văzut fără el.
Deranjat din somnul său de după-amiază, strigătul furios al lui Pan a inspirat panica (panikon deima). În urma asaltului Titanilor asupra Olimpului, Pan și-a revendicat meritul pentru victoria zeilor, deoarece el îi speriase pe atacatori cu urletul său. În bătălia de la Maraton (490 î.Hr.), se spune că Pan i-a favorizat pe atenieni și astfel a inspirat panică în inimile dușmanilor lor, perșii.

### Sexualitate
Pan este renumit pentru abilitățile sale sexuale și este adesea reprezentat cu un falus. Diogene din Sinope, vorbind în glumă, a relatat un mit în care Pan învață masturbarea de la tatăl său, Hermes, și predă obiceiul ciobanilor.
A existat o legendă conform căreia Pan a sedus-o pe zeița lunii, Selene, înșelând-o cu o lână de oaie.
Femeile care avuseseră relații sexuale cu mai mulți bărbați erau numite „fetele lui Pan”.

## Cultul lui Pan

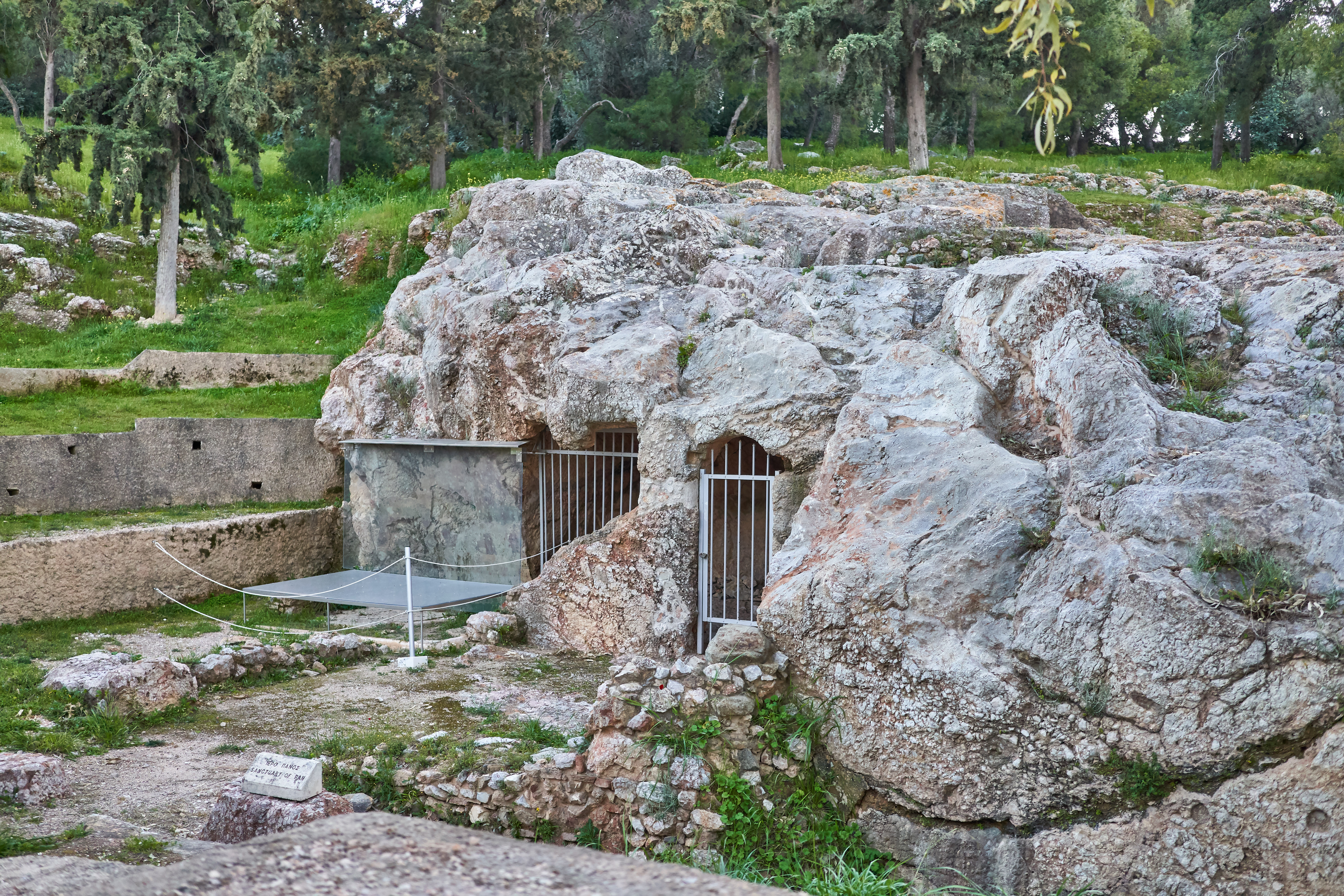
Sanctuarul lui Pan din Atena

Cultul lui Pan a început în Arcadia, care a fost întotdeauna sediul principal al venerării sale. Arcadia era un district de oameni de munte, separat din punct de vedere cultural de ceilalți greci. Vânătorii din Arcadia obișnuiau să biciuiască statuia zeului dacă erau dezamăgiți la vânătoare.
Fiind un zeu rustic, Pan nu era venerat în temple sau alte edificii construite, ci în medii naturale, de obicei peșteri sau grote, cum ar fi cea de pe versantul nordic al Acropolei din Atena. 

### Răspândire geografică
- SV Atica: Atena, Anaphlystos,[19] Marathon, Oropos, Psyttaleia[20]
- S Sicionia: Sicion, Muntele Acroria[20]
- S Argolida: Râul Erasinos, Trezen[20]
- S Elida: Olimpia[20]
- S Arcadia: Muntele Lampeia, Heraia, Megalopolis, Peraentheses, Muntele Maenalus, Akakesion, muntele Likaeus, muntele Nomia, Tegea, Aule[20]

Grecia centrală:
- C Focida: Muntele Parnassus[20]

Peninsula italică
- Latium: Cultul lui Faunus[20]